# Olle Åberg
Olof "Olle" Viktor Åberg, född 24 januari 1925 i Hofors, död 19 december 2013 i Gävle, var en svensk medeldistanslöpare. Han tävlade fram till 1944 för Hofors AIF och därefter för Gefle IF. Han blev stor grabb nummer 151 år 1951.

## Meriter
Olle Åberg deltog i Sommar-OS 1952 i Helsingfors, där han blev 7:a på 1500 meter med tiden 3.47,20. Han deltog i 16 landskamper mellan 1947 och 1956. Han hade flera andra höga placeringar i världsbästa 1947–1953. Han vann Dicksonpokalen 1949 och 1951.
Olle Åberg satte världsrekord på 1000 meter med 2.21,3m på Østerbro Stadion i Köpenhamn 10 augusti 1952. Tillsammans med Gefle IF:s övriga brandmän (Ingvar Bengtsson, Gösta Bergkvist och Henry Eriksson) satte han fyra världsrekord på 4 x 1500 meter och 4 x 1 engelsk mil 1947–1949. SM-guld på 1500 m 1951. Totalt tre individuella SM-silver och två brons på 800 m och 1500 m 1949–1956. Sex SM-guld på 4 x 1500 meter och i Lag terräng 1947–1955, samt ett silver och ett brons.

## Personliga rekord
- 800 meter: 1.49,3
- 1000 meter: 2.21,3
- 1500 meter: 3.45,4
- 1 engelsk mil: 4.04,2

Olle Åberg är gravsatt i minneslunden på Skogskyrkogården i Gävle.